# Yann Anderson
Yann Anderson ou Andersen, nome artístico  de Jan van Zoelen (IJsselstein, província de Utrecht, 13 de junho de 1958) é um cantor da Holanda que se tornou famoso em 1987 com a canção "Song for Nadim" (produzido por Hans Van Hemert que com ele escreveu a letra e a música e que contou com arranjo de Piet Souer). 
A canção foi cantada em inglês e tinha também uma versão em francês : "La Chanson de Nadim".
A canção  teve o patrocínio  da UNICEF e a mensagem principal era que o amor deveria ser a regra para os problemas do mundo em vez da guerra e que deveríamos sonhar que isso seja possível. 
O vídeo de promoção mostrava o cantor num deserto com a criança que supostamente dá o título à canção: Nadim e mostra-nos imagens de cenas de conflitos armados no Médio Oriente. Em Portugal, esteve em 1.º lugar no top de vendas, em 1988, durante várias semanas consecutivas. 

## Discografia
- Acid Rain (Way Back To 1984) (1984)
- Song for Nadim (1987)
- Heartbreaker, Lovemarker (1989)